# Петровское (усадьба, Рыбинск)
Петро́вское — родовое имение дворянского рода Михалковых. Находится на высоких холмах, в бору, при впадении Шексны в Волгу, занимало ключевое положение в древнем торговом пути. Напротив находился город Рыбинск. Сейчас имение находится на территории Рыбинска в микрорайоне Заволжье.

## История
Основание села Петровское датируется в XIV-XV вв., когда здесь построили деревянную церковь с престолом Воскресения. В 1504 году оно впервые упомянуто в духовной грамоте царя Ивана III. В конце XVI века Петровское стало вотчиной дворянского рода Михалковых, предок которых Тимофей Михалков (умер в 1509 году) был дьяком великого князя Дмитрия Внука. В 1767 году селом Петровским владел Дмитрий Васильевич Михалков. При его сыне Петре Дмитриевиче в 1730 году в селе была построена пятиглавая каменная церковь с престолом Петра и Павла (вместо деревянной Воскресенской).
В период царствования Анны Иоанновны в селе выстроили одноэтажный каменный господский дом со сводами, украшенный живописью. Во второй половине XVIII века усадьбу расширили постройкой каменных флигелей и конюшен. Перед барским домом разбили большой регулярный парк с тремя беседками, цветниками и «Вавилоном» из шпалерника. В 1810-х годах барский дом надстроили вторым этажом, вблизи церкви воздвигли каменные флигеля и часовню, у пристани на реке Шексне построили продовольственные склады. В 1820-1840 годах усадебный парк расширили с северной стороны до Пошехонского тракта, а к востоку от дома соорудили искусственный холм с деревянной беседкой в виде ротонды.
При В. С. Михалкове в имении была создана библиотека, состоявшая из 40000 томов на разных европейских языках и 17000 гравюр. Незадолго до революции она была передана в Румянцевскую библиотеку и частично в библиотеку Рыбинского земства.
Двухэтажный барский дом был расположен живописно на возвышенном берегу Волги; на одной линии с ним стояли два низких флигеля. К востоку от них еще два каменных дома (один из них для приезжих, другой для управляющего) с деревянной оштукатуренной надстройкой; между ними находилась деревянная кладовая, а за ней большие каменные конюшни. К северу от конюшен располагались оранжерея, баня и охотный двор. Перед главным домом, при спуске к Волге стояла деревянная беседка с лестницей, остальная территория была занята парком и садом. К востоку от хозяйственного двора находился Яблоневый сад, обсаженный аллеями серебристого тополя, клёна, липы, пихты, сирени, кизила и боярышника. Юго-восточное хозяйственного двора начинался обширный парк из дубов, лип, и сосен. В парке был розарий, овальный пруд, грот "Медведь", насыпной курган с беседкой и искусственный ров с перекидным мостом.
С 1956 года в усадьбе располагается Школа-интернат. Усадебные здания за последние полстолетия неоднократно перестраивались. Уже в 1920-х годах были надстроены барский дом и боковые флигеля. В 1937 году на месте бывших конюшен в оранжерее выстроили 3-этажный учебный корпус. В 1958 году на месте скотного двора - каменное здание прачечной, в 1967 году - спортзал, в 1972 году - новый спальный корпус для интерната. Фрагменты усадебного ансамбля, состоящие из парка и 11 зданий являются интереснейшим памятником истории и культуры местного края.

## Структура
Главный дом располагается в центре усадьбы, который окружен высокими тополями и акациями. Несмотря на поздние переделки, представляет значительный художественный интерес, как памятник двух стилей - барокко и классицизма. Был построен в 1730-х годах, первоначально в виде одноэтажного здания с подвалом и двумя сильно выступающими боковыми ризолитами с просторным курдонёром. Фасады зданий были оформлены в стиле раннего барокко, а сводчатые потолки расписаны клеевой живописью. В 1810-х годах дом был расширен со стороны дворового фасада и надстроен вторым этажом с мезонином. При перестройке барочные окна дома были растесаны, на парадном фасаде был устроен чугунный балкон. Во второй половине XIX века к дворовому фасаду дома пристроили деревянную террасу. В 1920-х годах здание надстроили третьим этажом.
Дом в виде прямоугольника ; парадный фасад оформлен 3-х ступенчатым центральным ризалитом. Декоративное убранство немногочисленно: угловые части объема отмечены пилястрами, карниз украшен крупными дентикулами. Интерьеры дома неоднократно перестраивались и сохранились фрагментарно. На первом этаже со стороны двора помещались малая и большая гостиные, столовая, кухня, и девичья. Во втором этаже двумя анфиладами располагались 12 жилых комнат. В некоторых из них сохранился дубовый паркет и рельефные филенчатые потолки. Во всех помещениях нижнего этажа, относящихся к первой половине XVIII века сохранились сводчатые потолки. Большой интерес представляет перекрытая сводами «зала» с опорным столбом посередине, а также бывшая «каминная» и длинное помещение кабинета, где находилась библиотека.
Дом для приезжающих располагается юго-восточнее барского дома, в парке. Небольшой двухэтажный дом в стиле классицизма похож по своей архитектуре с соседним флигелем. Нижний этаж здания построен в конце XVIII века, а верхний надстроен во второй половине XIX века. Квадратный вид здания состоит на обоих этажах из расположенного в центре коридора и четырёх небольших комнат. Стены его сложены из большемерного кирпича, надстройка выполнена из брёвен, достраивается дом с четырехскатной кровлей.
Декоративное убранство фасадов скромно и лаконично: стены нижнего этажа украшены рустоваными пилястрами, прямоугольные окна отмечены наличниками с замковым камнем. Оштукатуренная деревянная надстройка сохраняет в отделке фасадов пилястры и деревянный карниз.
Парадный-южный фасад дома, первоначально выходивший в большой розарий, украшала деревянная терраса на круглых столбах..
Дом управляющего - двухэтажное здание, одинаковое по своему архитектурному облику с домом для приезжающих, построено в стиле классицизма в конце XVIII века, надстроено во второй половине XIX века.
Вид дома квадратный, расположение комнат немного другое, чем в доме для приезжающих; первоначально нижний этаж состоял из коридора и одной большой комнаты. Скромное архитектурное убранство фасадов совпадает с декором дома для приезжающих: те же рустованые пилястры, окна с замковым камнем и точно такие же широкие лопатки в оштукатуренной деревянной надстройке.
К сожалению, интерьеры дома утратили свое первоначальное состояние.
«Кучерская» расположена на главной композиционной оси усадьбы, к северу от барского дома. Это узкий и длинный каменный флигель для кучеров и конюхов, построенный в конце XVIII века (деревянная оштукатуренная надстройка сделанная в 1920-30 годах). В XIX веке вблизи флигеля стоял большой деревянный каретник под железной крышей.
Здание кучерской одинаковое по длине с барским домом и строилось как часть усадебного ансамбля. Между кучерской и домом располагались главные въездные ворота с глухой каменной оградой. Здание, возведенное в стиле раннего классицизма, первоначально завершалось четырехскатной крышей, сейчас надстройка завершается двускатной крышей с фронтоном. Фасады скромно декорированы рустом, а на углах расположены рустованые пилястры; боковые фасады отмечены рустоваными ризалитами. Прямоугольные окна обрамлены наличниками с замковым камнем. Изнутри здание кучерской состоит из сеней и двух больших комнат.
В этом помещении интерьер не сохранился.
Контора приказчика находится к югу от главного дома на главной поперечной оси планировки усадьбы. Каменный флигель, построенный в XVIII веке (ныне достроенный), выполнен в стиле классицизма. В этом здании когда-то помещалась контора приказчика и архив усадьбы. По своему расположению в плане усадьбы, габаритам и декоративному оформлению фасадов дом симметричен кучерскому флигелю.
Часовня расположена на крутом берегу Шексны вблизи пароходной пристани, к северо-западу от основного усадебного ансамбля, в составе церковного комплекса села Петровского. Главная постройка - пятиглавая каменная церковь Петра и Павла, возведенная в 1730 году, разобрана до основания. Сохранились 4 каменных флигеля, стоящие в ограде и расположенные вдоль берега Шексны. В двух центральных флигелях находились часовня и сторожка, между ними парадные ворота, в крайних флигелях - странноприимный дом и дом дьякона. Все эти здания построены в 1810 году в стиле русского классицизма.
Здание часовни, почти квадратное в архитектурном плане, завершено железной вальмовой крышей и увенчано небольшим крестом. Углы здания декорированы рустоваными пилястрами, стены завершает широкий профилированый карниз. Прямоугольные окна обрамлены простыми наличниками с замковым камнем.
«Странноприимный» дом для ночлега прихожан церкви расположен слева от часовни, в северной части церковной ограды; построен в 1810 году одновременно с остальными церковными зданиями, в приемах стиля русского классицизма. В архитектурном плане прямоугольный с тремя окнами на переднем фасаде, первоначально состоял из двух комнат. Покрыт невысокой четырехскатной крышей. Углы объема отмечены рустоваными пилястрами, окна прямоугольные без наличников, фасады дома не оштукатурены, побелены известью.
Интерьеры утратили первоначальное состояние.
Дом дьякона расположен в южной части церковной ограды, справа от скромного по размеру здания сторожки; построен в 1810 году в стиле классицизма. В архитектурном плане равновелик странноприимному дому, завершается трехскатной крышей; на дворовом фасаде имеется деревянный фронтон. Углы архитектурного объема отмечены пилястрами, окна прямоугольные, стены венчает широкий уступчатый карниз.
Интерьеры дома утратили первоначальное состояние.

## Современность

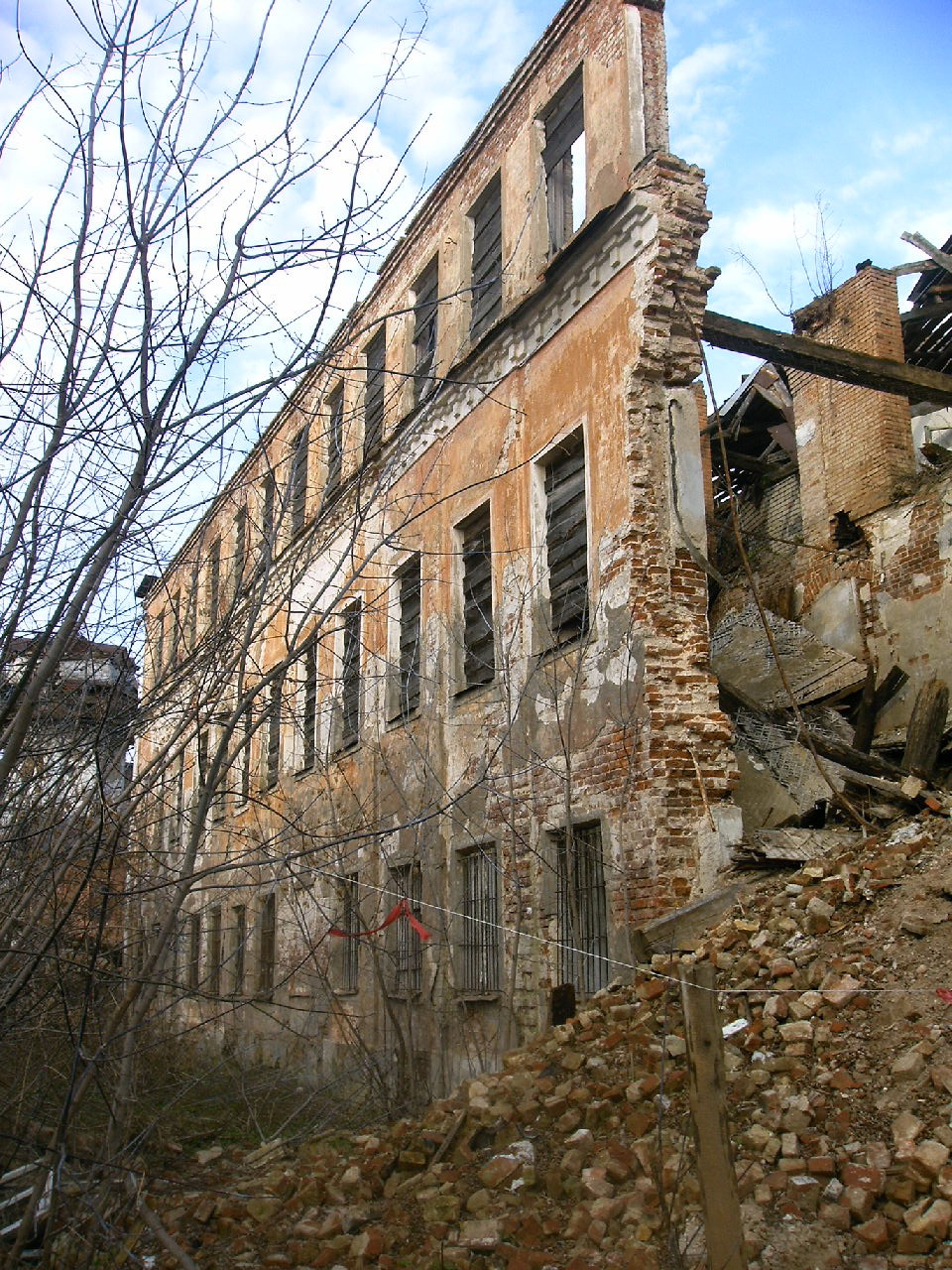
Главный усадебный дом, ноябрь 2008 года

Часть территории занимает МОУ кадетская школа-интернат № 2 «Рыбинский кадетский корпус» города Рыбинска, скаутский отряд которой пытается поддержать парк от полного разорения. Усадебный дом полуразрушен. Набережная запущена. В Петровском парке находится символ Рыбинска — Беседка, увенчанная корабликом. Напротив имения по Шексне — раскопки городища Усть-Шексна.
В советское время в парке стояли скульптуры спортсмена, девушки с кукурузой и легендарного советского лётчика В. П. Чкалова, однако в 2012 году все они были разобраны для переноса в планировавшийся в то время «Парк советского периода» в посёлке ГЭС-14. В 2014 году скульптуры были установлены на новом месте.

## Занимательные факты
- По преданию, в имении останавливался Бирон. Когда его препровождали в ссылку в Ярославль, то в селе Петровском был назначен ночлег. Сойдя на берег Бирон потребовал предоставить ему барский дом, но бурмистр, не имея разрешения владельца, не пустил Бирона. Пришлось когда-то всесильному вельможе ночевать в бане.